# Samogłoska przymknięta tylna niezaokrąglona
Samogłoska przymknięta tylna niezaokrąglona to typ samogłoski spotykany w językach naturalnych. Symbol, który przedstawia ten dźwięk w międzynarodowym alfabecie fonetycznym, to ɯ (odwrócone m).

## W praktyce
[ɯ] to głoska przypominająca nieco polskie y, ale tylna.
Aby ją wymówić należy ułożyć język jak do polskiego u, ale nie składać warg w dzióbek, a raczej w uśmiech, jak do polskiego e.

## Języki, w których występuje ten dźwięk
Samogłoska przymknięta tylna niezaokrąglona występuje m.in. w językach:
| Język      | Język      | Słowo | IPA       | Tłumaczenie    |
| ---------- | ---------- | ----- | --------- | -------------- |
| azerski    | azerski    | qırx  | [gɯrx]    | "czterdzieści" |
| japoński   | japoński   | 菫    | [sɯᵝmiɺ̠e̞] | "fiołek"       |
| koreański  | koreański  | 음식  | [ɯːmɕik]  | "jedzenie"     |
| turecki    | turecki    | ılık  | [ɯˈɫɯk]   | "łagodny"      |
| wietnamski | wietnamski | tư    | [tɯ̄]      | "czwarty"      |

Prawdopodobnie występowała ona też w języku prasłowiańskim (zapisywana literą ъ).